# Virbia underwoodi
Virbia underwoodi là một loài bướm đêm thuộc phân họ Arctiinae, họ Erebidae.